# 城南 (小惑星)
城南（じょうなん、21254 Jonan）は小惑星帯に位置する小惑星。熊本県民天文台で小林寿郎が発見した。
熊本県の中央部にあった町、旧城南町(現・熊本市南区)から命名された。